# Гринчуки
Гринчуки (укр. Гринчуки) — село в Добросинско-Магеровской сельской общине Львовского района Львовской области Украины.
Население по переписи 2001 года составляло 41 человек. Занимает площадь 18,9 км². Почтовый индекс — 80339. Телефонный код — 3252.